# Un príncep per a...
Un príncep per a... és un programa de televisió espanyol produït per Mediaset Espanya en col·laboració amb Eyeworks Cuatro Cabezas per al canal Cuatro. El format està presentat per Luján Argüelles. Al programa, un grup d'homes de diferents perfils havien d'intentar conquerir el cor d'una « princesa ». La seva estrena es va produir el 12 de maig de 2013 a horari de màxima audiència i la seva primera protagonista va ser Corina Randazzo.
El 9 de juliol de 2013, el mateix dia en què finalitzava la primera temporada d'aquest espai, el canal Cuatro va anunciar la renovació per una nova entrega d'episodis i, a més, va confirmar que seria amb una altra protagonista anomenada Laura Parejo. L'estrena de la segona temporada es va produir el dijous 3 d'abril de 2014 les 22:30 hores.
A l'Estiu de 2015, es dona llum verda a una tercera temporada del format en que estarà protagonitzat per tres protagonistes i que té previst la seva estrena a principis de 2016 i serà gravat a Marbella .

## Mecànica
Vint-i-quatre aspirants de tota mena de perfils i condició, dividits en quatre grups de sis persones cadascun -guapos, simpàtics, ' nerds ' i únics- intentaran impressionar a les protagonistes del conte, a la recerca de l'amor.
Cada aspirant conviurà amb els companys del seu grup durant tot el programa i hauran de passar tota mena de proves i cites per poder conquistar la seva jove princesa.

## Localització
Durant la primera temporada, el programa es va desenvolupar a l'illa de Tenerife. En Jardins de Franchy es realitzava la gravació, i en Finca Saroga el lloc on els participants es van allotjar. S'inclouen diverses platges i té un paisatge molt variat que facilita la realització de les cites i el xou.
En la segona edició del programa, la destinació escollida per realitzar els enregistraments va ser l'illa de Madeira (Portugal). L'equip va gravar tot el programa en un poble gairebé de conte .
En la tercera edició del programa, la destinació escollida per realitzar els enregistraments seran a Marbella .

## Producció
Els membres de l'equip tècnic d'Eyeworks Espanya van confessar que « a Corina la trobem i vam descobrir en una discoteca de Màlaga ». La jove, per la seva banda, va explicar que « mai em vaig esperar ser protagonista d'un programa. Mai em va cridar l'atenció ». A més va recalcar que «l'equip em va convèncer i vaig anar directa al càsting ». Quant a la producció de l'espai, els enregistraments van tenir lloc a Tenerife entre els mesos de març i abril .
Edie Walter, director general de la companyia Eyeworks Espanya, va explicar en la roda de presentació d'Un príncep per Corina el 9 de maig de 2013, que en aquest format «s'ha utilitzat el mateix equip que Qui vol casar-se amb el meu fill ? i agraïm a Quatre seva confiança ». D'altra banda, ha comentat que « és un programa de nova generació en què es buscarà l'amor veritable amb molt d'humor [ ... ] Volem sortir-nos dels datings habituals, perquè en altres espais només veiem a nois guapos » .